# Харизматичний культ
Харизматичний культ — релігійний культ, який створюється на основі об'єднання прихильників конкретної особистості, яка визнає себе і визнається іншими носієм особливих божественних якостей (харизми). Засновник і керівник такої релігійної організації проголошується або самим богом або його безпосереднім представником (або якої-небудь іншої надприродної сили). Такий культ, як правило, нечисленний, у ньому яскраво виражені претензії на винятковість, ізоляціонізм, фанатизм та містицизм.
Від Харизматичного культу слід відрізнять харизматичний рух всередині християнства, в основному серед протестантських громад.